# 车城乡 (吉县)
车城乡，是中华人民共和国山西省临汾市吉县下辖的一个乡镇级行政单位。

## 行政区划
车城乡下辖以下地区：
车城村、桃村、赵村、桑村、柏坡底村、曹井村、朱家堡村、窑科村和兰家河村。